# Touch Dance
Touch dance je EP album britanskog sastava Eurythmics. Prve četiri skladbe s albuma su dance obrade pjesama s albuma Touch.

## Popis pjesama
Sve pjesme napisali su Annie Lennox i David A. Stewart.
1. "The First Cut" - 6:34
2. "Cool Blue" - 5:58
3. "Paint a Rumour" - 7:26
4. "Regrets" - 7:34
5. "The First Cut" (instrumental) - 7:14
6. "Cool Blue" (instrumental) - 6:54
7. "Paint a Rumour" (instrumental) - 5:53